# Movimiento Nacional Turco

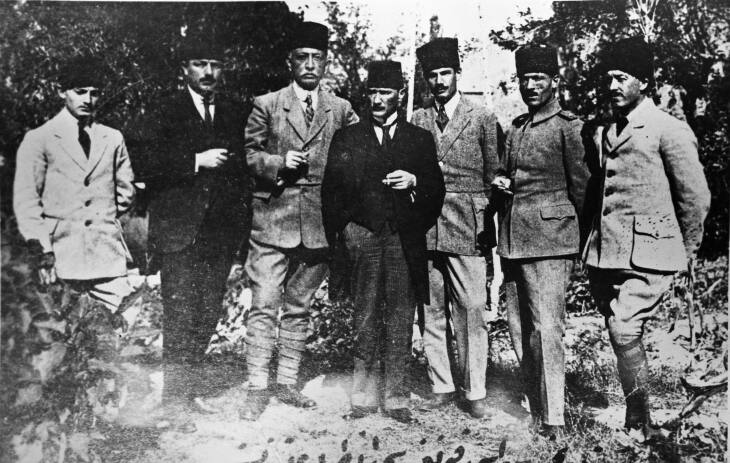
Miembros del movimiento durante el Congreso de Sivas, izquierda a derecha: Muzaffer Kılıç, Rauf Orbay, Bekir Sami Kunduh, Mustafa Kemal Atatürk, Ruşen Eşref Ünaydın, Cemil Cahit Toydemir, Cevat Abbas Gürer

El Movimiento Nacional turco (en turco: Türk Ulusal Hareketi) abarca las actividades políticas y militares de los revolucionarios turcos que resultaron en la creación y establecimiento de la moderna República de Turquía, como una consecuencia de la derrota del Imperio otomano en la Primera Guerra Mundial y la siguiente ocupación de Constantinopla (ahora Estambul) y la partición del Imperio otomano por los Aliados de la Primera Guerra Mundial bajó los términos del Armisticio de Mudros. Los otomanos vieron el movimiento como una conspiración internacional en contra de ellos. Los revolucionarios turcos rebelaron en contra del Tratado de Sèvres, firmado en 1920 por el gobierno otomano, lo cual hizo partición de porciones de Anatolia. 
El establecimiento de esta alianza llevó a la Guerra de Independencia turca, la abolición del Sultanato otomano el primero de noviembre de 1922 y la declaración de la república el 29 de octubre de 1923. El movimiento declaró que la única fuente de gobierno sobre los turcos sería la Asamblea Nacional de Turquía.
Se creó el movimiento en 1919 a través de una serie de acuerdos y conferencias por todas partes de Anatolia y Tracia. La meta del proceso fue la unificación de movimientos de independencia en todo el país para construir una voz común. Se atribuye el éxito a Mustafa Kemal Atatürk, porque fue el primer portavoz, figura pública y dirigente militar del movimiento.